# Se, kring hav och länder
Se, kring hav och länder är en svensk psalm med fyra verser. Text är skriven 1871 av William Walsham How och musiken är skriven 1872 av Frances Ridley Havergal. Psalmen översattes till svenska 1893 av Erik Nyström.

## Publicerad i
- Svenska Missionsförbundets sångbok (1951) nr 701, under rubriken "Dagar och tider - Sommar".[1]

### Fotnoter
1. 1 2   Sånger och psalmer musik och text : för enskilt och offentligt bruk. Stockholm: Missionsförb. 1951. Libris 3387612